# Green Grass of Wyoming
Green Grass of Wyoming ist ein US-amerikanischer Spielfilm unter Regie von Louis King. Der in Technicolor inszenierte Pferdefilm ist eine Adaption des gleichnamigen, 1946 erschienenen Romans von Mary O’Hara, der in Deutschland unter dem Buchtitel Grünes Gras der Weide erschien. Der Film knüpft als letzter Teil einer Trilogie an die bereits zuvor bei 20th Century Fox produzierten Filme Flicka (1943) und Thunderhead – der vierbeinige Teufel (Thunderhead, Son of Flicka, 1945) an, die ebenfalls auf Werken von Mary O’Hara basierten.

## Handlung
Carey Greenway lebt mit ihrem Großvater Beaver auf einer Farm in Wyoming und kümmert sich liebevoll um diesen. Beaver gewann einst wichtige Rennen mit seinen Pferden, ist mittlerweile allerdings durch ein Alkoholproblem nur noch ein Schatten seiner selbst. Eines Nachts läuft eines seiner wichtigsten Pferde mit dem in die Wildnis entlaufenen Pferd Thunderhead weg. Beaver ist empört und beschwert sich bei dem benachbarten Ehepaar McLaughlin, denen Thunderhead einst gehört hatte, die aber schon lange keine Kontrolle mehr über den Hengst haben. Der Vater Rob McLaughlin verspricht, das Pferd zu erschießen, falls er es ihm das nächste Mal über den Weg laufen werde. Sein Sohn, der junge Erwachsene Ken McLaughlin, ist allerdings gegen das Erschießen von Thunderhead, da er früher eine enge Beziehung mit dem Pferd hatte. Ken geht unterdessen auf ein Date mit Carey Greenway, was ihr Großvater nur ungern sieht, da er wegen des Pferdes immer noch schlecht auf die McLaughlins zu sprechen ist.
Ken McLaughlin hat unterdessen von einer Arbeitsreise ein neues Pferd namens Crown Jewel mitgebracht. Sein Vater ist skeptisch, da das Pferd von einem dubiosen Händler kommt und sich in den hochgelegenen Bergen von Wyoming zunächst nicht wohlfühlt. Immer wieder kommt es zu Konflikten zwischen Vater und Sohn, da letzterer nun auch Einfluss auf den Betrieb haben will. Eines Morgens ist Crown Jewel verschwunden, offenbar durch den wilden Thunderhead entführt. Die McLaughlin, Beaver und einige Cowboys machen sich nun auf die Jagd nach Thunderhead. Sie können einige von ihm entführte Pferde aufspüren, aber von ihm und Crown Jewel ist nichts zu sehen. Erst später kann Ken die in einem Schlammloch gefangene Crown Jewel ausfindig machen. Er zieht sie heraus, doch die durch den Schlamm eingequetschten Lungenflügel sind für das Pferd lebensbedrohlich. Beaver, der inzwischen dem Alkohol abgeschworen hat und seinen Ärger über die McLaughlins langsam begräbt, gibt Ken einige Tipps, durch die Crown Jewel die Erkrankung überleben kann.
Die wieder genesene Crown Jewel zieht auch den offenbar verliebten Thunderhead wieder in die Nähe des Hofes der McLaughlins. Zunächst will Mr. McLaughlin den Hengst erschießen, doch Ken kann ihn durch die Mithilfe von Crown Jewel wieder einfangen und zutraulich machen. Crown Jewel soll unterdessen als Rennpferd bei einem Sweepstake-Rennen eingesetzt werden. Der unerfahrene Ken soll dabei sein erstes Rennen bestreiten und erhält Unterricht von dem erfahrenen Trainer Jake Willis. Aber auch Großvater Greenway will bei dem großen Pferderennen sein Comeback schaffen. Carey ist hin- und hergerissen zwischen ihren Gefühlen für Ken und ihren Großvater.
Am Tag des großen Sweepstakes, das aus drei Runden besteht, zeichnet sich schnell ein Kopf-an-Kopf-Rennen zwischen den Pferden von Beaver und Ken ab. Thunderhead ist an der Seitenlinie und treibt mit seiner Anwesenheit Crown Jewel an. Während Beaver die erste Runde gewinnt, muss er sich Ken in der zweiten geschlagen geben. In der dritten Runde siegt schließlich Beaver, nachdem Crown Jewel kurz vor dem Ziel aus zunächst unerfindlichen Gründen nachgelassen hat. Den Grund dafür erkennt Beaver mit fachmännischem Wissen: Crown Jewel ist von Thunderhead schwanger. Beaver ist zurück in der Spur, Ken und Crown Jewel haben als Neulinge auf der Rennbahn einen Achtungserfolg erzielt und am Ende steht auch der Liebe zwischen Ken und Carey nichts mehr im Weg.

## Produktionshintergrund
Mary O’Hara gelang mit ihrer Pferde-Romantrilogie über das Pferd Flicka und deren Nachkommen Thunderhead in den 1940er-Jahren ein Bestseller-Erfolg. Die Verfilmung des ersten Buches, Flicka (1943) unter Regie von Harold D. Schuster, war ein großer Erfolg für 20th Century Fox, sodass mit Thunderhead – der vierbeinige Teufel (1945) und Green Grass of Wyoming (1947) auch die beiden anderen Romane verfilmt wurden, bei denen jeweils Louis King die Regie führte. 20th Century Fox investierte insgesamt zwei Millionen US-Dollar in den Farbfilm Green Grass of Wyoming, damals eine eindeutig überdurchschnittliche Summe für einen Hollywood-Film. Dieser Einsatz zahlte sich aus, denn der Film machte rund 2,1 Millionen US-Dollar Gewinn an den amerikanischen Kinokassen.
Im Gegensatz zu den ersten beiden Filmen, in denen die Figur des Ken eindeutig im Zentrum steht und noch ein Kind beziehungsweise Jugendlicher ist, wurde bei Green Grass of Wyoming allerdings die komplette Besetzung ausgetauscht: Roddy McDowall spielte nicht mehr die Rolle des Ken, diese ging an Robert Arthur, der Ken nunmehr als jungen Erwachsenen am Eintritt ins Berufsleben spielt. Robert Preston und Rita Johnson gaben die Rollen von Kens Eltern an Lloyd Nolan und Geraldine Wall ab. Anstelle von James Bell verkörperte nun Burl Ives die Rolle von Gus, dem Farmgehilfen der McLaughlins. Burl Ives war außerdem ein populärer Countrysänger und ist daher im Film auch mit den Liedern The Ballad of Thunderhead, I Married a Wife (I Wish I Were Single Again) und Where, Oh Where Is Dear Little Susie zu hören. Mit der Familie Greenway, die von Oscarpreisträger Charles Coburn und der damaligen Newcomerin Peggy Cummins verkörpert wurde, führt der Film eine zweite wichtige Familie in die Handlung ein.

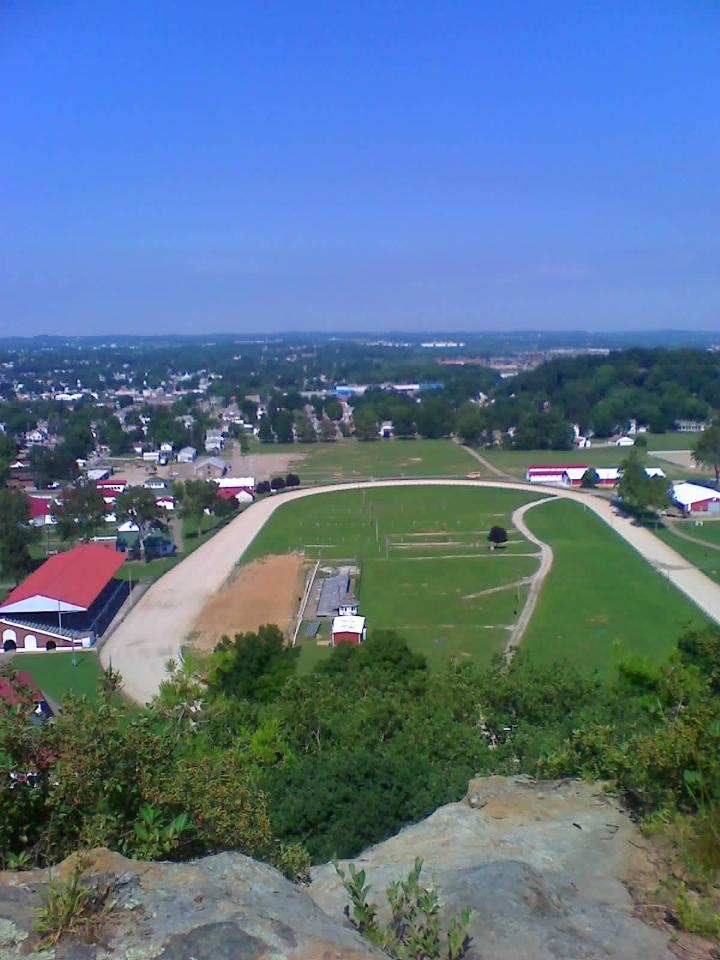
Die Fairfield County Fair Grounds in Lancaster (hier im Jahr 2012) dienten als Drehort für das finale Rennen im Film

Obgleich der zwischen Anfang Juni und Mitte August 1947 gedrehte Film den Bundesstaat Wyoming im Titel trägt, wurde dort keine einzige Szene gedreht. Die Dreharbeiten fanden an verschiedenen ländlichen Stellen in Utah (hier etwa bei dem Cedar Breaks National Monument) sowie in Lancaster, Ohio, statt, wo die dortige Rennbahn als Schauplatz des Filmfinales diente. Die noch völlig unbekannte Marilyn Monroe trat als Statistin als Square-Tänzerin auf dem Dorffest auf. Die Kostüme entwarf René Hubert, die Filmbauten gestalteten Lyle R. Wheeler und Albert Hogsett; für die Ausstattung waren Thomas Little und Stanley Detlie zuständig.
Die Welturaufführung fand am 26. Mai 1948 im Drehort Lancaster statt, zwei Tage später lief der Film auch in Los Angeles an. Die New Yorker Premiere war am 9. Juni 1948.

## Auszeichnungen
Charles G. Clarke erhielt eine Oscar-Nominierung in der Kategorie Beste Kamera eines Farbfilms.

## Kritik
Die New York Times nannte den Film ein „landwirtschaftliches Schauspiel“ (agricultural play) und schrieb über die Zuschauererfahrung bei Green Grass of Wyoming: „Angenehm gefärbt durch eine Batterie von Technicolor-Kameras von 20th Century Fox, ist es die Art von Film, die in keine besondere Richtung geht, aber es schafft, die Aufmerksamkeit zu halten und einen in angenehmer Stimmung zurückzulassen.“
Der All Movie Guide schrieb, Green Grass of Wyoming biete dieselben „hausgemachten Freuden“ wie bereits die Vorgängerfilme. Der Film sei wohl eher für Kinder interessant, allerdings könnten sich Erwachsene immerhin an den Darbietungen von Charles Coburn und Lloyd Nolan erfreuen. Peggy Cummins und Robert Arthur würden das junge und unschuldige Liebespaar solide spielen.
Der Movie & Video Guide nannte den Film „eine atmosphärische Geschichte“ und die Machart einerseits „üblich“, andererseits aber „hübsch durchgeführt“.
Leslie Halliwells Film Guide fand Green Grass of Wyoming sei ein „vorhersehbarer, aber gut ausschauender Familienfilm“.